# Groucho Marx
Groucho Marx, pseudônimo de Julius Henry Marx (Nova Iorque, 2 de outubro de 1890 – 19 de agosto de 1977) foi um comediante e ator estadunidense, célebre como um dos mestres do humor. Fez treze filmes com seus irmãos, os Irmãos Marx, dos quais foi o terceiro por ordem de nascimento. Groucho também teve uma carreira solo bem-sucedida, especialmente como apresentador dos game shows de rádio e televisão You Bet Your Life e Tell it to Groucho. Sua aparência característica, remanescente de seus dias de vaudeville, incluía detalhes como óculos e um charuto, além de espessos bigode e sobrancelhas pintados.

## Biografia

### Infância e pré-carreira em Hollywood
A família Marx cresceu num bairro judeu na virada do século. Hoje refere-se a esse bairro como Carnegie Hill no Upper East Side (E 93 Street off Lexington Avenue) de Manhattan. O edifício que moravam, ao qual Harpo chamava de "a casa real" era povoada por imigrantes europeus, principalmente artesãos - que incluía até um soprador de vidro.
Os pais de Groucho Marx eram Minnie Schoenberg e Sam Marx ("Frenchie"), ela era dona de casa e ele, alfaiate. O tio materno de Groucho era Al Schoenberg, que encurtou seu nome para Al Shean para o show business. Ele fazia parte da dupla de Gallagher e Shean, um ato do vaudeville popular no início do século XX. Minnie Marx tinha uma intensa ambição para os seus filhos no palco. Custeou aulas de piano para Leonard (Chico Marx) e descobriu voz de soprano em Groucho.
Seguiu o caminho artístico da família de sua mãe - o avô era mágico e a avó tocava harpa. Mesmos sonhos no palco dividia Júlio com a mãe. Aos 12 anos, quando se tornava um leitor voraz particularmente de Horatio Alger, larga a escola para ganhar dinheiro para ajudar a família com pequenos "trampos". Durante todo o resto de sua vida, Marx iria superar sua falta de educação formal pelo exercício constante da leitura.
Julius subiu ao palco como cantor mirim em 1905. Em 1909, Minnie Marx com sucesso se torna uma agente eficiente, confiável & ativa. Galgou seus filhos em baixas produções do vaudeville. Excursionaram o centro-oeste norte-americano sempre voltando a Nova York. Quando começaram a faturar em torno dos seus 18 e 20 anos com o 'The Four Nightingales, compram um carro e se mudam para La Grange, Illinois, para estabelecer-se melhor com shows no centro-Oeste.
Acabou indo para o teatro de comédia junto com seus três irmãos, com quem formou um grupo humorístico conhecido como Irmãos Marx, que se tornaram a maiores estrelas de comédia do Teatro do Palácio.

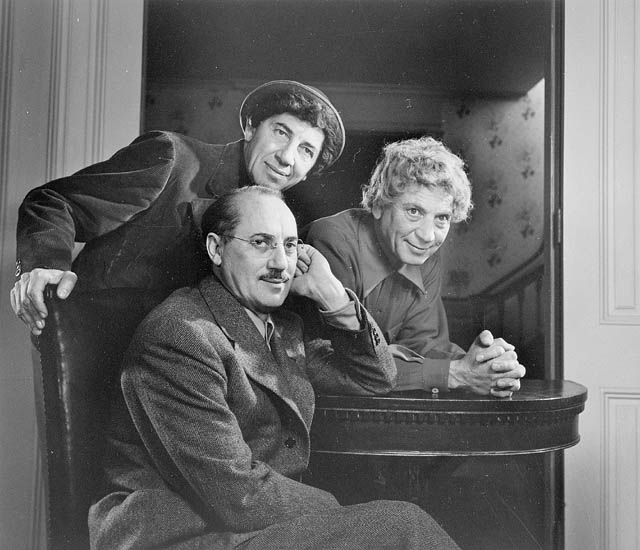
Grupo cômico Marx Brothers (irmãos Marx), em 5 de dezembro de 1948; da esquerda para a direita: Chico, Harpo; sentado: Groucho)

Tudo isso foi anterior a sua carreira em Hollywood. Groucho foi relançado para o estrelato no You Bet Your Life (um programa de TV), ele já havia se apresentado com sucesso por meio século.

## Hollywood
Groucho Marx fez 26 filmes, 13 deles com os irmãos Chico e Harpo. Marx desenvolveu uma rotina como wise-cracking hustler, ou seja, um andar de galinha, além de figuradamente se apresentar sempre com um charuto, bigodes e sobrancelhas exagerados pintados a graxa.
Seu primeiro filme foi em 1919, mudo e nunca fora apresentado, acredita-se ter se destruído. Uma década mais tarde, o grupo fez alguns dos seus hits na Broadway em filmes, quando assinaram um contrato com a Paramount, onde fizeram uma série de comédias consideradas até hoje como clássicos: The Cocoanuts, Animal Crackers, Monkey Business e Duck Soup.
Em 1935 os irmãos se reduzem a três e alcançam ainda mais sucesso com A Night at the Opera, A Day at the Races e A Night in Casablanca. Ele se caracterizou pela irreverência, pelo inesperado e pelo humor inteligente.
Marx trabalhou como comediante e apresentador de rádio.
Em 1947, Groucho Marx estrelaria ao lado de Carmen Miranda o filme Copacabana, o longa-metragem marca sua primeira aparição sem seus irmãos. Após o termino das gravações, Marx faria apenas participações especiais em alguns outros filmes, ele iria pouco tempo mais tarde iniciar sua extensa carreira na TV. Nesse período, foi escolhido para sediar um programa de rádio quiz You Bet Your Life transmitido pela ABC e CBS, antes de passar para a televisão NBC, em 1950. Filmado diante de uma plateia ao vivo, a televisão mostra Marx entrevistando os participantes e jogando piadas, antes de fazer um questionário breve. O show foi o responsável pela frase "Diga a palavra secreta, e dividirá os 100 dólares" (isto é, cada participante receberia 50 dólares) e "Quem está enterrado no túmulo de Grant? ou "Qual é a cor da Casa Branca?"
Groucho foi objecto de uma lenda urbana, sobre uma suposta resposta a uma competidora que teve uma dezena de filhos. Segundo esta lenda, Marx teria perguntado, descrente, por que ela tinha tantos filhos, ao que a candidata teria respondido: "Porque eu amo meu marido"; Marx então teria replicado: "Eu amo meu charuto, mas eu o tiro de minha boca de vez em quando". Groucho afirmou diversas vezes em entrevistas que isto nunca ocorreu, mas tal frase continua a ser uma de suas mais famosas citações.
Ao longo de sua carreira, ele introduziu uma série de canções memoráveis em filmes, incluindo "Hooray for Captain Spaulding", "Everyone Says I Love You" e "Lydia the Tattooed Lady". Frank Sinatra, que uma vez disse que a única coisa que podia fazer melhor do que Marx era cantar, fez um filme com Marx e Jane Russell em 1951, intitulado Double Dynamite.
Morreu aos 86 anos, vítima de uma pneumonia. Groucho se notabilizou por diversas frases célebres em seus filmes, como: "Eu nunca faria parte de um clube que me aceitasse como sócio" ou ¨Eu nunca esqueço um rosto, mas no seu caso, vou fazer uma exceção¨. Foi sepultado no Eden Memorial Park, Mission Hills, Califórnia no Estados Unidos.

## Filmografia

### Carreira solo
- Yours for the Asking (1936)
- The King and the Chorus Girl (1937)
- Instatanes (1943)
- Copacabana (1947)
- Mr. Music (1950)
- Double Dynamite (1951)
- A Girl in Every Port (1952)
- Will Success Spoil Rock Hunter? (1957)
- The Story of Mankind (1957)
- The Mikado (1960)
- Skidoo (1968)

### Curtas-metragens
- Hollywood on Parade No. 11 (1933)
- Screen Snapshots Series 16, No. 3 (1936)
- Sunday Night at the Trocadero (1937)
- Screen Snapshots: The Great Al Jolson (1955)
- Showdown at Ulcer Gulch (1956) (voz)
- Screen Snapshots: Playtime in Hollywood (1956)